# شوح سيبيري
الشوح السيبيري نوع نباتي شجري ينتمي إلى جنس الشوح من الفصيلة الصنوبرية.

## الانتشار
موطنه مناطق التايغا شرق نهر الفولغا في روسيا وتركستان وتركستان الشرقية ومنغوليا.